# يفغيني بلوشينكو
يفغيني فيكتوروفيتش بلوشينكو (بالروسية: вгений Викторович Плющенко ، من مواليد 3 نوفمبر 1982) لاعب تزلج على الجليد روسي سابق، حصل على ميدالية أولمبية أربع مرات (ذهبية 2006 ، ذهبية الفريق 2014، 2002 وفضية 2010 ) وبطل العالم ثلاث مرات (2001 ، 2003 ، 2004) وبطل أوروبا سبع مرات (2000 ، 2001 ، 2003 ، 2005 ، 2006 ، 2010 ، 2012) وبطل نهائي سباق الجائزة الكبرى أربع مرات (1999-2000 ، 2000-01 ، 2002–03 ، 2004–05) ، وبطل الميدالية الذهبية في بطولة الوطنية الروسية للتزلج على الجليد لعشر مرات (1999-2002 ، 2004-2006 ، 2010 ، 2012-2013). تعادل ميداليات بلوشينكو الأولمبية الأربع مع سجل السويدي ييليس غرافستروم في معظم الميداليات الأولمبية في التزلج على الجليد والذي تجاوزه منذ ذلك الحين سكوت موير وتيسا فيرتو. كما فاز بعدد قياسي بلغ 22 لقباً في حلبة سباق الجائزة الكبرى. يعتبر أحد أعظم المتزلجين على الجليد في التاريخ.

## نشأتها
ولد يفغيني بلوشينكو في 3 نوفمبر 1982 في جهامكو، مقاطعة سولنيتشني ، خاباروفسك كراي ، الاتحاد السوفيتي. كانت والدته في الأصل من فولغوغراد، روسيا، ووالده نجار من دونيتسك ، روسيا. لدى يفغيني أخت أكبر. عاش بلوشينكو في فولغوغراد قبل أن ينتقل إلى سانت بطرسبرغ عام 1994. توفيت والدته في 10 يوليو 2015.